# Canó sense retrocés
Un  canó  o  fusell sense retrocés  (Recoilless Rifle  o RCL, en anglès) és una arma lleugera que permet el llançament d'un projectil del mateix pes que el d'un canó convencional però des d'un llançador molt més lleuger i compacte.
Aquests tipus d'armes s'utilitzen normalment com a armes antitancs i més recentment per a destruir fortificacions i com a foc de suport per a la infanteria. Els primers dissenys efectiu van ser desenvolupats durant la Segona Guerra Mundial per part de William Kroeger i Clarence Musser.
Els canons sense retrocés són capaços de disparar munició d'artilleria a una velocitat i abast similar a les d'un canó lleuger. Tot i això s'utilitzen sobretot per disparar municions de major calibre a un abast i velocitat menors a la dels canons lleugers. El seu gran avantatge radica en el retrocés molt minvat que tenen, permetent que algunes versions puguin ser disparades des de l'espatlla d'un soldat o, en la majoria dels casos, muntades en trípodes o en vehicles lleugers.

## Disseny

Canó sense retrocés i mètode d'operació.

Un canó sense retrocés funciona de manera similar a un canó convencional. El projectil i la càrrega propulsora estan continguts dins un obús (el projectil d'artilleria) i es carreguen a la recambra del canó. Però a diferència de les peces d'artilleria convencionals quan el projectil és disparat bona part dels gasos de la combustió són expulsats per la part posterior de l'arma. De fet la quantitat de moviment dels gasos expulsats per la part posterior és pràcticament igual a la quantitat de moviment del projectil que surt propulsat per la part frontal, aquest equilibri conservació del moment és el que permet evitar la major part del retrocés. Gràcies a això no calen muntatges d'armes de gran pes amb elements complexos d'estabilització i amortiment del retrocés, simplificant en gran manera l'arma. Malgrat el seu nom, és gairebé impossible aconseguir que les forces oposades es cancel·lin completament, pel que en realitat aquestes armes sí que tenen un retrocés notable però manejable.
A diferència d'un llançacoets, que dispara coets estabilitzats per aletes, la munició d'un canó sense reculada s'assembla a una peça d'artilleria. Tot i això algunes armes considerades llançacoets, com l'RPG-7, són de fet canons sense retrocés, ja que el canó és necessari per a la propulsió del projectil i no és tan sols un tub que conté el coet (el qual és capaç de propulsar-se per si mateix, sense necessitat d'una cambra de combustió externa).
Els canons sense retrocés expulsen gran quantitat de gasos a alta temperatura per la part posterior de l'arma. Aquest fet els fa perillosos i poc utilitzables en entorns de guerra urbana. Per a solucionar-ho s'han dissenyat modificacions com els Armbrust o MATADOR que utilitzen una gran contra-massa a la part posterior la qual dispersa l'energia sense necessitat d'expulsar els gasos calents cap a l'exterior. Això s'aconsegueix mitjançant un sistema de pistons que impulsa el pes posterior que alhora es veu desaccelerat per la pressió de l'aire.

## Història

### Orígens i Segona Guerra Mundial

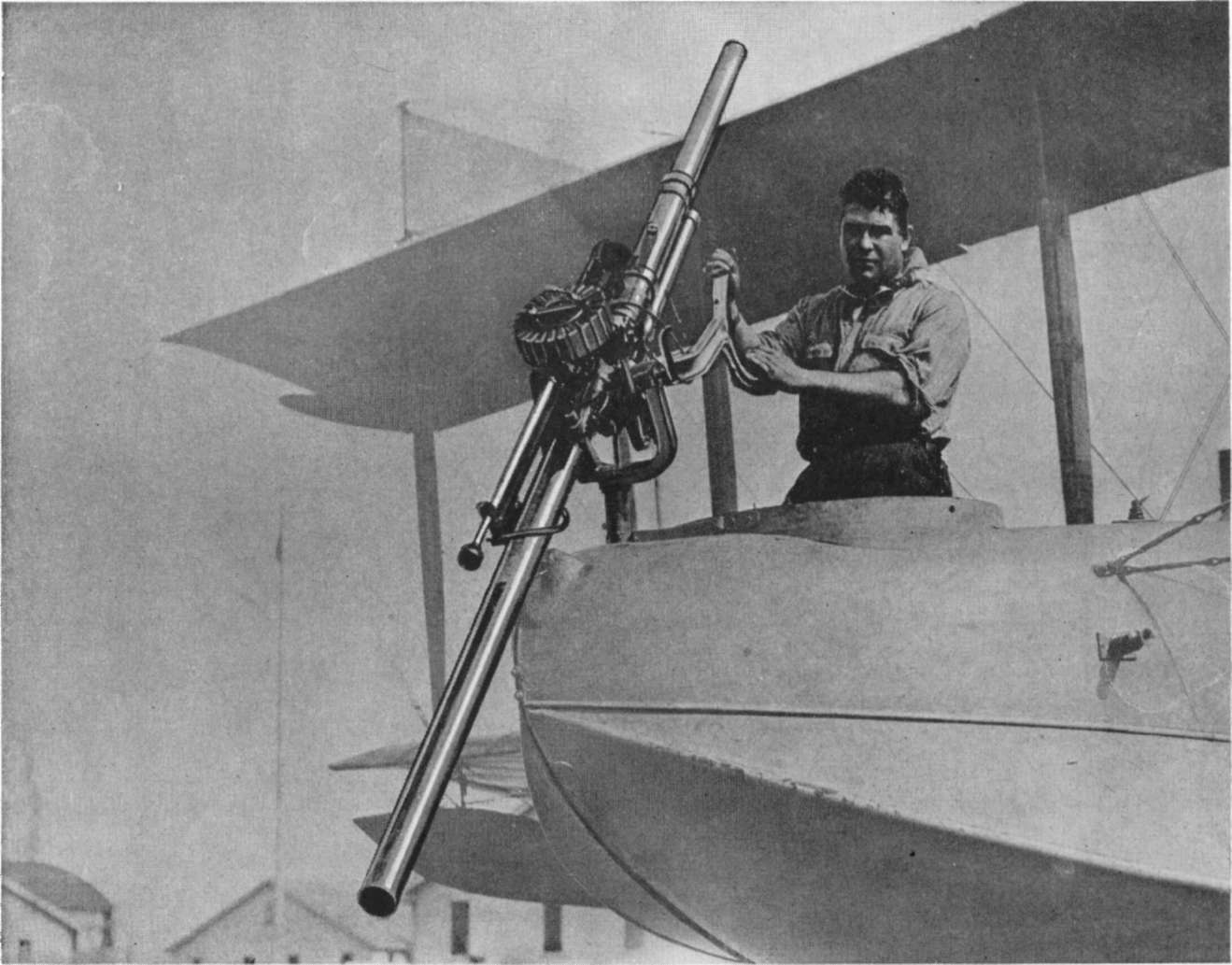
Canó sense retrocés pioner anomenat "Davis Gun" utilitzat des de bombarders britànics Handley Page Type O.

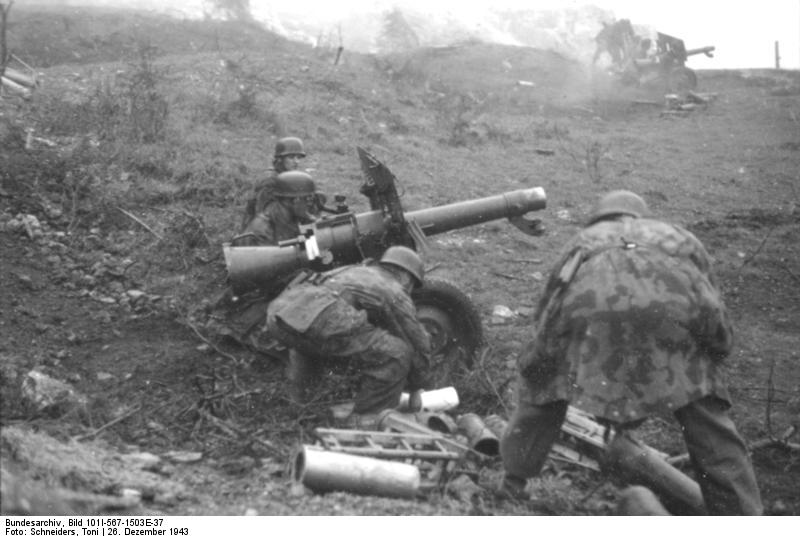
Canons sense retrocés alemany de 10,5cm Leichtgeschütz 40 en acció.

El primer canó sense reculada va ser desenvolupat pel capità de fragata Cleland Davis de l'Marina dels Estats Units just abans de la Primera Guerra Mundial. El seu disseny connectava dos canons culata amb culata, amb l'arma a la posició del darrere carregada amb balins de plom i greix del mateix pes que la munició de l'altra. La seva idea va ser utilitzada experimentalment pels britànics com una arma anti-dirigible i anti-submarí muntada en un bombarder Handley Page O/100.
A la Unió Soviètica, el desenvolupament de canons sense reculada es va iniciar el 1923. El 1930 es van construir i van provar molts tipus de canons, amb calibres que anaven des dels 37 mm fins als 305 mm. Alguns dels exemplars més petits van ser provats en aeronaus i van tenir una producció limitada, però el desenvolupament va ser abandonat cap a 1938, probablement a conseqüència de la Gran Purga. El més conegut d'aquests canons sense reculada va ser el model 1935 76mm DRP dissenyat per LV Kurchevski. Un petit nombre d'aquests instal·lats en camions van servir en combat a la Guerra d'Hivern. Dos van ser capturats pels finlandesos i provats, un exemplar va ser lliurat als alemanys en 1940.
El primer canó sense reculada a ingressar en el servei alemany va ser el 7,5 cm Leichtgeschütz 40, un canó de 75 mm amb ànima llisa desenvolupat per proveir a les forces aerotransportades alemanyes d'una útil peça d'artilleria amb capacitat antitancs i possibilitat de ser llançada en paracaigudes. El Leichtgeschütz 40 va ser tan útil durant la batalla de Creta, que es va desenvolupar una versió més gran de 105 mm. Tots dos canons van ser copiats per l'Exèrcit dels Estats Units, un flux tecnològic curiós, ja que també els mateixos alemanys havien copiat el Bazuca americà. Els japonesos també van desenvolupar el seu propi canó sense retrocés antitancs, que tenien reservat per defensar l'illa principal d'una eventual invasió.
Durant la Segona Guerra Mundial, la companyia sueca Bofors Carl Gustaf va desenvolupar un petit canó de 20 mm, el ' 20 mm M/42 , el qual va gaudir de l'interès dels britànics, però en aquell moment els fusells antitancs ja estaven obsolets.

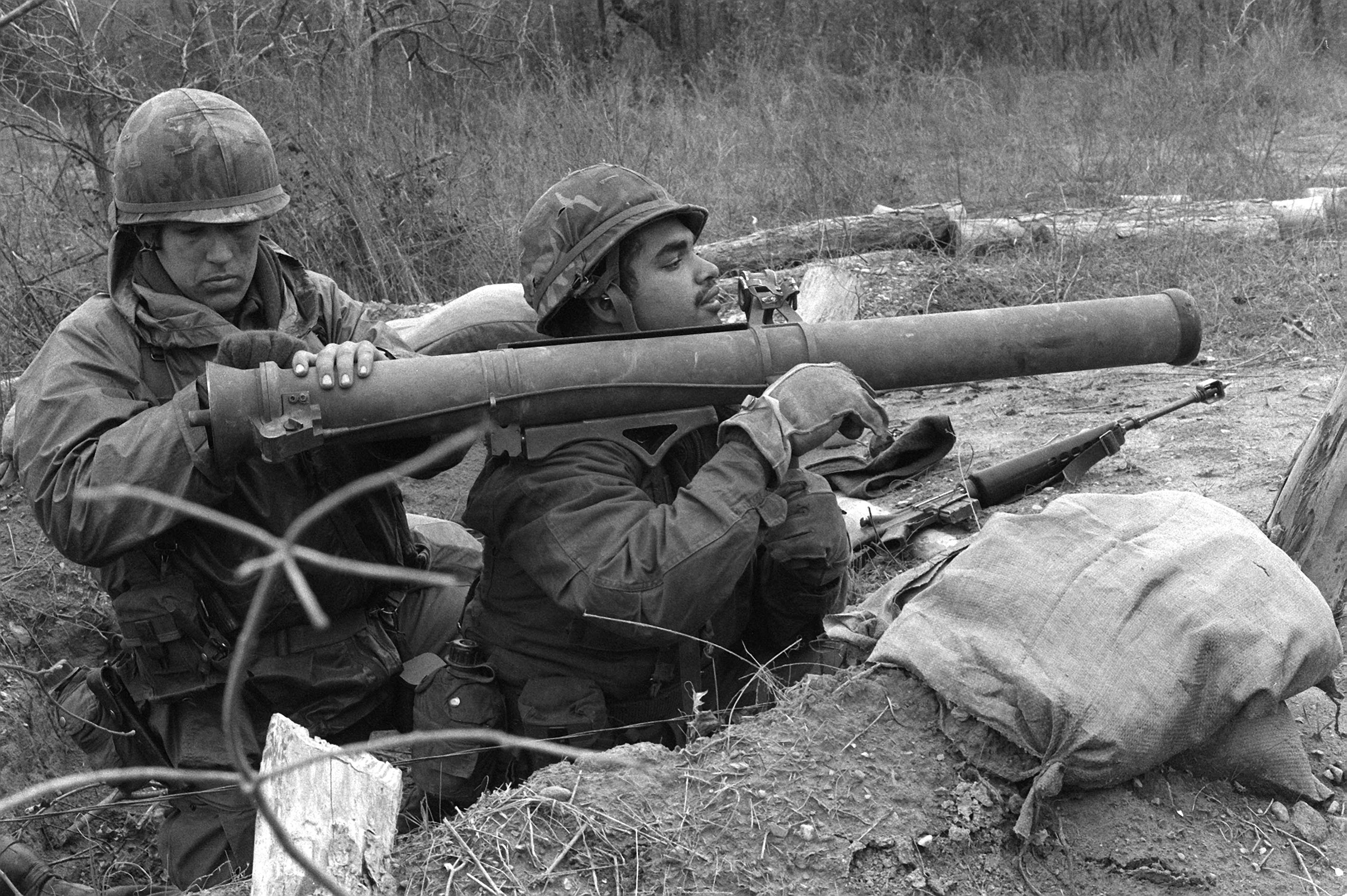
Canó sense retrocés M67.

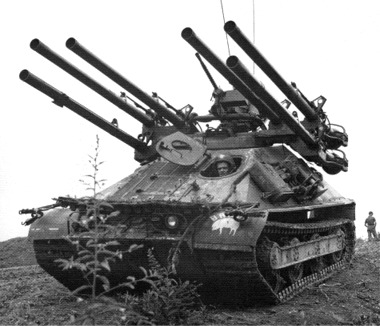
Tanc M50 Onots armat amb 6 canons sense retrocés.

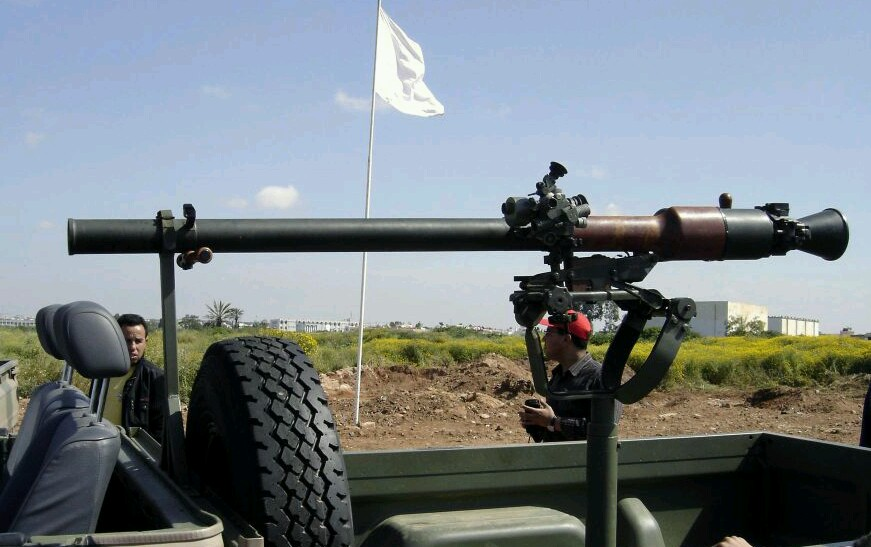
Canó sense retrocés SPG-9 utilitzat pels rebels a Líbia.

### Guerra Freda
El 1947, el canó sense retrocés estatunidenc de calibre 75 mm va ser adquirit per l'exèrcit francès i instal·lat a bord d'un escúter Vespa. Va ser utilitzat per les forces aerotransportades franceses per a proveir suport antitancs. Va ser emprat a Algèria i Indoxina.
A l'esclat de la Guerra de Corea, els canons sense retrocés eren comuns a les forces armades dels Estats Units. Els canons de calibres 57 mm i 75 mm, desenvolupats durant la Segona Guerra Mundial, van ser substituïts pels més potents de 90 i 106 mm. Aquestes armes més pesades van ser instal·lades sovint en vehicles, sovint una sola arma en un vehicle tot-terreny. Però també es va desenvolupar un tanc amb blindatge lleuger i sis canons sense retrocés de M40: el tanc M50 Ontos. Aquest va ser desenvolupat a la dècada del 1950 i pesava tan sols 9 tones. A pesar del prometedor disseny no va ser acceptat per l'Exèrcit dels Estats Units, sí que el va adoptar el Cos de Marines dels Estats Units, amb un total de 176 unitats. Aquests van ser utilitzats amb gran èxit com vehicles de suport durant la Guerra de Vietnam, on les tropes el consideraren molt efectiu en aquest rol. Tot i això els comandaments militars van continuar pressionant per tenir armes encara més pesades, així que el 1970 els Ontos van ser retirats del servei i desmantellats.
Els Estats Units van desenvolupar fins i tot l'M-388 Davy Crockett un canó sense retrocés dissenyat especialment per llançar una petita bomba nuclear tàctica. Estava dissenyat per se emprat directament per les tropes terrestres contra acumulacions de forces enemigues.
Per part britànica els esforços van ser liderats per Sir Dennistoun Burney, inventor de la munició  Wallbuster  HESH, que també va desenvolupar dissenys de canons sense retrocés. Burney va demostrar la tècnica amb una escopeta de calibre 4 polzades sense retrocés. La seva arma va ser desenvolupada per disparar el  Wallbuster  contra les defenses del Mur Atlàntic, però no va ser utilitzada en els desembarcaments del dia D de 1944. Burney va procedir a produir molts altres dissenys, incloent el 88 mm i l'Ordnance, RCL, de 3,45 polzades. El treball post-guerra va produir la sèrie BAT de canons sense retrocés, culminant en el L6 Wombat de 120 mm de calibre.
Els soviètics també van adoptar amb entusiasme canons sense retrocés a la dècada de 1950, amb calibres de 73, 82 i 107 mm. Els canons d'origen soviètic SPG-9 73 mm i el B10 82 mm encara estan en servei a les unitats aerotransportades de les forces russes. També són molt populars en els inventaris de països exsoviètics, on van ser emprats principalment com a armes antitancs.
Durant les dècades de 1960 i 1970, el míssil guiat per cable va començar a reemplaçar als canons sense retrocés com a arma antitancs. El canons sense retrocés van començar a desaparèixer dels arsenals dels diversos països. Tot i això es va mantenir per alguns usos com en entorns extremament freds, com les àrees properes a l'Àrtida, on els míssils guiats de primera generació podien fallar perquè les baixes temperatures interferien en el seu guiatge. Així mateix el canó sense retrocés es va mantenir en actiu en països en desenvolupament. Així es va utilitzar àmpliament al conflicte Indo-pakistanès del Caixmir, on va ser usat amb gran èxit contra búnquers i com artilleria en aquest inhòspit terreny.

### Ús en l'actualitat
Els vells canons sense reculada de 75 mm descartats encara són utilitzats pel National Park Service dels Estats Units com un sistema de control d'allaus.

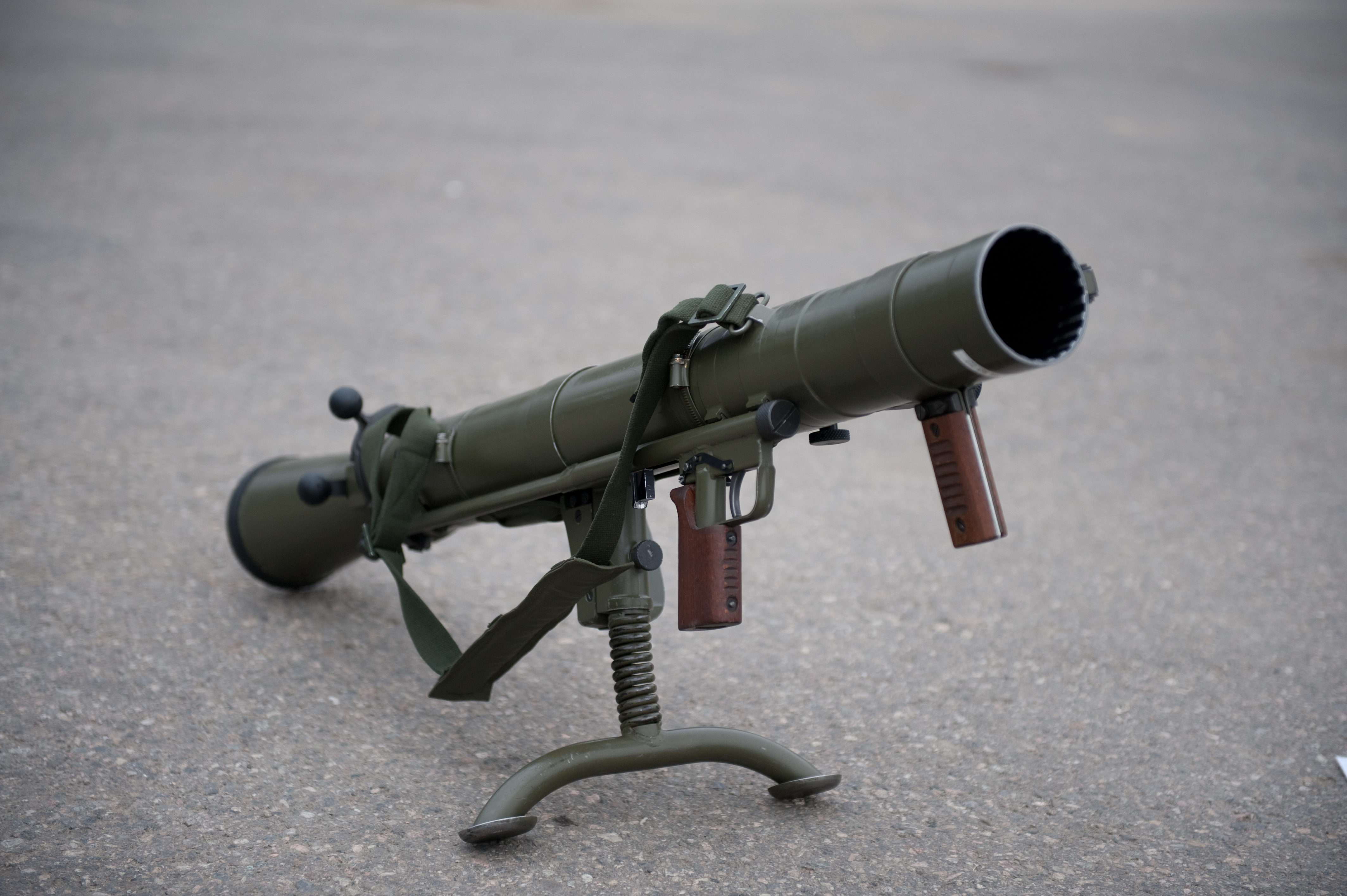
Canó sense retrocés Carl Gustav.

Avui en dia, un dels diversos canons sense reculada presents en les línies dels exèrcits de nacions occidentals industrialitzades és el Carl Gustav, una arma antitancs portàtil de calibre 84 mm. Introduït per primer cop el 1946 encara es troba en ús en forces armades d'arreu del món. Fins i tot ha estat reintroduït en servei al Cos de Marines dels Estats Units com a arma anti-bunquer. El canó sense retrocés M40 nord-americà, de 106 mm, usualment instal·lat en jeeps i altres vehicles petits, és molt comú en els exèrcits de països més pobres on serveixen principalment com armes antitancs.
El 84 (Carl Gustav) pot ser usat, juntament amb el 66 (M72 LAW) i el LAW 80 per a la tàctica de  Mouse-holing  (obrir forats a les parets de cambres adjacents) de combat urbà. La tècnica pretén sorprendre els ocupants enemics d'una habitació, els quals s'esperen l'ingrés de tropes enemigues per les portes o finestres.
Recentment els canons sense retrocés han tornat al servei actiu amb l'Exèrcit dels Estats Units d'Amèrica. L'experiència de combat a l'Afganistan va demostrar la necessitat d'una arma de llarg abast (1.000 metres o superior) i cost d'ús baix.